# Maria Fein

Maria Fein auf einer Fotografie von Alexander Binder

Maria Fein (* 7. April 1892 in Wien, Österreich-Ungarn; † 15. September 1965 in Zürich) war eine österreichische Schauspielerin und Theaterregisseurin.

## Leben
Fein wurde in Wien in eine jüdische Familie geboren, die Berichten zufolge irgendwann zum Katholizismus konvertierte. Sie war die Tochter von Fanny Süßermann und Otto Fein, dem Herausgeber der Neuen Freien Presse, und die ältere Schwester von Franz Fein, einem Autor und Übersetzer amerikanischer Romane.
Fein wurde in Wien ausgebildet, zog dann nach Dresden, wo sie unter der Intendanz von Walter Bruno Iltz einige bedeutende Theaterrollen bekam. Später trat sie in Berlin und Düsseldorf auf. Die erste Filmrolle bekam sie im Jahr 1916.
Unter Max Reinhardt wirkte Fein zunächst in Berlin an vielen Uraufführungen zeitgenössischer Autoren mit, spielte aber auch die großen Rollen des klassischen Schauspiels. Zusammen mit Max Reinhardt leitete sie ab 1936 das Theater in der Josefstadt in Wien. Mit einer eigenen Schauspielgruppe unternahm sie zudem Tourneen durch Europa und auch in die Vereinigten Staaten. Auch hat Maria Fein bei einigen bedeutenden Inszenierungen der Theatergeschichte Regie geführt, nämlich Cocteaus Höllenmaschine bei den Luzerner Festwochen und Elektra von Giraudoux.

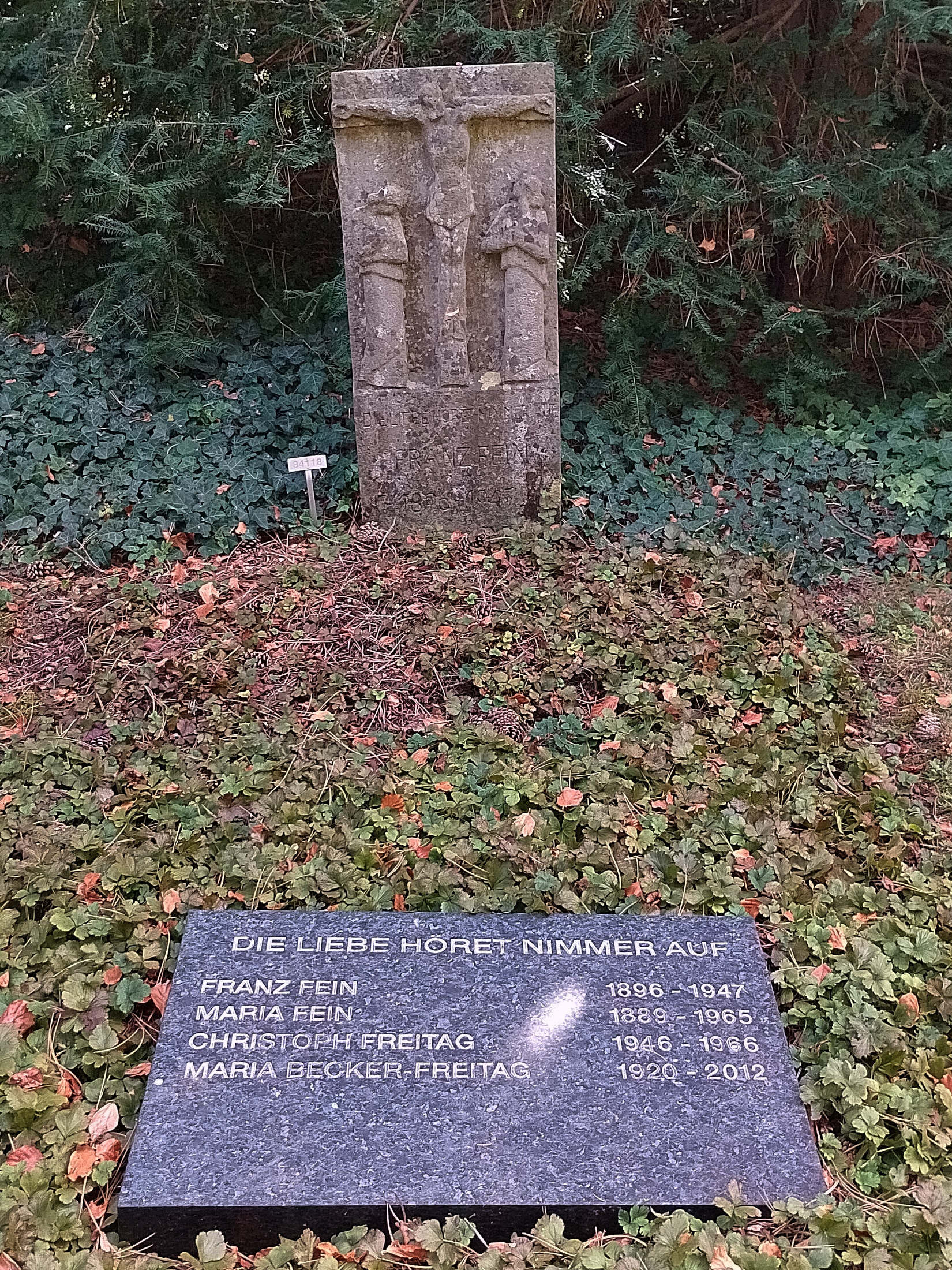
Grab, Friedhof Enzenbühl, Zürich

Maria Fein war mit dem deutschen Schauspieler Theodor Becker verheiratet, mit dem sie zwei Töchter hatte, Maria Becker und Christine (später: Theodora „Thea“ Becker, verheiratete Humphreys).
Maria Fein verstarb im Alter von 73 Jahren. Sie wurde auf dem Friedhof Enzenbühl in Zürich bzw. Zollikon beigesetzt und ruht dort an der Seite ihres Bruders, des Schriftstellers und Übersetzers Franz Fein sowie ihrer Tochter Maria Becker.

## Filmografie
- 1916: Der Mann im Spiegel
- 1916: Das Leben ein Traum
- 1917: Mutter
- 1917: Nur ein Modell. Seine kleine Madonna
- 1917: Die Kaukasierin
- 1917: Die Gräfin von Navarra
- 1918: Apokalypse
- 1918: Das Gift der Medici
- 1918: Der Wahn ist kurz
- 1918: Die Vision
- 1918: Edelwild
- 1918: Die Verteidigerin
- 1918: Liebesopfer
- 1918: Raimundus und das Hexlein
- 1919: Sühne
- 1919: Nicht eher sollst Du Liebe fühlen, als …
- 1919: Maria Pawlowna
- 1919: Die Feste des Fürsten von Ferrara
- 1919: Der Ehestifter
- 1920: Weiße Rosen
- 1921: Die Verschwörung zu Genua
- 1924: Der kleine Herzog
- 1925: Das Spielzeug von Paris
- 1927: Die Vorbestraften
- 1932: Friederike

## Theater

### Schauspielerin
- 1913: Friedrich Schiller: Maria Stuart (Maria) – Regie: Max Reinhardt (Deutsches Theater Berlin)
- 1915: William Shakespeare: Der Sturm (Ariel) – Regie: Max Reinhardt (Volksbühne Theater am Bülowplatz Berlin)
- 1915: Friedrich Hebbel: Judith (Judith) – Regie: Max Reinhardt (Deutsches Theater Berlin)
- 1916: William Shakespeare: Macbeth (Hecate) – Regie: Max Reinhardt (Deutsches Theater Berlin)
- 1916: August Strindberg: Meister Olaf (Christine) – Regie: Ferdinand Grigori (Volksbühne Theater am Bülowplatz Berlin)
- 1916: Friedrich Hebbel: Gyges und sein Ring (Rhodope) – Regie: Felix Hollaender (Deutsches Theater Berlin – Kammerspiele)
- 1917: Gerhart Hauptmann: Elga (Elga) – Regie: Ferdinand Gregori (Volksbühne Theater am Bülowplatz Berlin)
- 1917: Georg Büchner: Dantons Tod (Lucile) – Regie: Max Reinhardt (Deutsches Theater Berlin)
- 1917: Ferenc Herczeg: Blaufuchs – Regie: ? (Albert-Theater Dresden)
- 1918: Carl Hauptmann: Tobias Buntschuh (Fräulein Luisa) – Regie: Carl Heine (Deutsches Theater Berlin)
- 1919: Thaddäus Rittner: Unterwegs (Donna Anna) – Regie: Max Reinhardt (Deutsches Theater Berlin – Kammerspiele)
- 1919: Anton Tschechow: Iwanow (Sara) – Regie: Felix Hollaender (Deutsches Theater Berlin – Kammerspiele)
- 1919: Oskar Kokoschka: Der brennende Dornbusch (Anima) – Regie: Oskar Kokoschka (Deutsches Theater Berlin)
- 1920: Friedrich Schiller: Don Carlos (Prinzessin Eboli) – Regie: Max Reinhardt (Deutsches Theater Berlin)
- 1920: Walter Hasenclever: Antigone (Antigone) – Regie: Franz Ulbrich (Meininger Landestheater)
- 1921: Friedrich Hebbel: Die Nibelungen (Krimhild) – Regie: Paul Barnay (Lobe-Theater Breslau)
- 1921: Hermann Bahr: Der Star (Lona Ladiner) – Regie: ? (Lobe-Theater Breslau)
- 1921: George Bernard Shaw: Der Mann des Schicksals (Fremde Dame) – Regie: Eugen Robert (Tribüne Berlin)
- 1922: Bruno Frank: Das Weib auf dem Tiere (Regina) – Regie: Georg Altmann (Kleines Theater Berlin)
- 1922: Johann Wolfgang von Goethe: Faust. Eine Tragödie (Böser Geist) – Regie: Victor Barnowsky (Lessingtheater Berlin)
- 1922: Hilda Landes: Ein Blick in den Weltenspiegel (Sie) – Regie: Karl Zander (Neues Theater am Zoo Berlin)
- 1923: Karel Čapek: W.U.R. – Regie: John Gottowt (Theater am Kurfürstendamm)
- 1923: William Shakespeare: König Lear (Regan) – Regie: Bernhard Reich (Schauspielhaus Berlin)
- 1923: Richard Beer-Hofmann: Der Graf von Charolais (Désirée) – Regie: ? (Deutsches Theater Berlin)
- 1924: Carl Sternheim: Der Rebbich (Diva) – Regie: Carl Sternheim (Deutsches Theater Berlin – Kammerspiele)
- 1925: August Strindberg: Kameraden (Abel) – Regie: Theaodor Tagger (Renaissance-Theater Berlin)
- 1925: Franz Werfel: Maximilian und Juarez – Regie: Max Reinhardt (Theater in der Josefstadt Wien)
- 1926: Ossip Dymow: Die letzte Geliebte (Sie) – Regie: Adolf Edgar Licho (Deutsches Theater Berlin – Kammerspiele)
- 1927: Hans Kaltneker: Die Schwester (Malerin) – Regie: Eugen Robert (Theater in der Königgrätzer Straße Berlin)
- 1927: Tristan Bernard, Yves Mirande, Gustave Quinson: Abgemacht – Kuß (Tante Aurora) – Regie: ? (Lessingtheater Berlin)
- 1927: Siegfried Trebitsch: Das Land der Träume (Ehefrau) – Regie: Leo Mittler (Deutsches Theater Berlin – Kammerspiele)
- 1927: Henry Bernstein: Israel – Regie: Reinhard Bruck (Lessingtheater Berlin)
- 1928: Ferdinand Bruckner: Die Verbrecher (Schankwirtin) – Regie: Heinz Hilpert (Deutsches Theater Berlin)
- 1928: Harrison Owen: Der glückliche Gatte – Regie: ? (Komödie Wien)
- 1929: Hans Adler: Drei Herren im Frack (Filmdiva) – Regie: Eugen Robert (Tribüne Berlin)
- 1930: Carl Sternheim: Der Kandidat – Regie: Hans Hinrich (Deutsches Theater Berlin – Kammerspiele)
- 1930: Jacques Duval: Etienne (Mutter) – Regie: Eugen Robert (Tribüne Berlin)
- 1930: Hermann Kesten: Die heilige Familie (Mutter) – Regie: Hans Heinrich von Twardowski (Theater am Schiffbauerdamm Berlin)
- 1931: George Bernard Shaw: Haus Herzenstod (Hesione) – Regie: Leopold Jessner (Schiller Theater Berlin)
- 1933: M. v. Schönwörth: Fingerabdrücke (Hausdame) – Regie: ? (Komödie Berlin)
- 1936: William Shakespeare: Hamlet – Regie: Rolf Jahn (Deutsches Volkstheater Wien)
- 1952: Hugo von Hofmannsthal nach Pedro Calderón de la Barca: Das große Welttheater (Weisheit) – Regie: Heinrich Koch (Freilichtbühne vor dem Schloss Charlottenburg)
- 1952: William Shakespeare: Das Wintermärchen (Paulina) – Regie: Ludwig Berger (Schiller Theater Berlin)

### Regisseurin
- 1951: Franz Grillparzer: Medea (Hebbel-Theater Berlin)